# Campiña de Jerez
La Campiña de Jerez est l'une des six comarques de la province de Cadix (communauté autonome d'Andalousie), dans le sud de l'Espagne.
Elle comprend deux communes : Jerez de la Frontera et San José del Valle.
Elle est limitrophe des comarques de la Sierra de Cadix, de la Baie de Cadix, de La Janda et de la Costa noroeste, de la province de Malaga (comarque de la Serranía de Ronda) et de la province de Séville (comarque du Bas Guadalquivir).

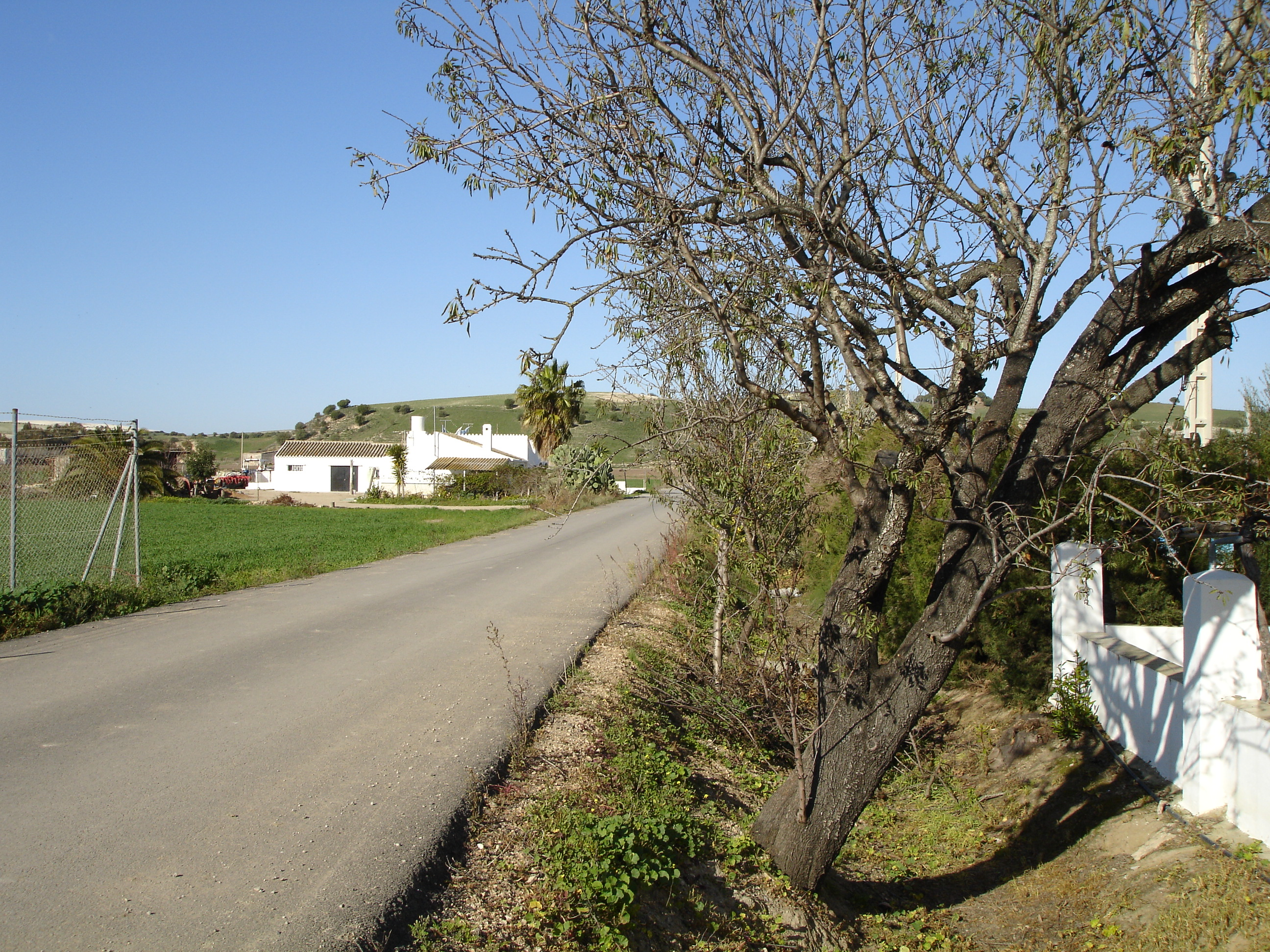
La Greduela

La commune de Jerez de la Frontera est la plus étendue de la province, quoique la ville de Jerez proprement dite n'occupe qu'une partie de sa superficie. Sur son territoire se trouvent sept pedanías (localités situées hors du périmètre urbain de Jerez, et disposant d'une autonomie au sein de la commune) : La Barca de la Florida, Estella del Marqués, El Torno, Guadalcacín, Nueva Jarilla, San Isidro del Guadalete y Torrecera.
L'agriculture de la comarque est mondialement connue pour son vin d'appellation d'origine contrôlée : le Jerez, cultivé sur un triangle Jerez-Sanlúcar de Barrameda-El Puerto de Santa María. D'autres productions (coton, betterave) sont caractéristiques, tandis que la comarque constitue également une zone importante d'élevage de chevaux et de toros bravos. Une route thématique, la Ruta del toro sillonne en partie la comarque pour découvrir les principaux élevages de la région.
La comarque est traversée par le Guadelete, et renferme deux lagunes : la lagune de Medina et la lagune de Torrox. Les Montes de Propio de Jerez s'élèvent sur le territoire de la comarque, et sont inclus dans le périmètre du Parc naturel de Los Alcornocales. 
D'un point de vue ecclésiastique, elle est partagée entre deux diocèses, tous deux suffragants de l'archevêque de Séville. Jerez est le siège du diocèse d'Asidonia-Jerez. San José del Valle est pour sa part rattachée au diocèse de Cadix et Ceuta.
Cette séparation se répète au niveau de l'intercommunalité, Jerez appartenant à la mancomunidad de la Baie de Cadix, San José à celle de la Janda. En revanche, les deux communes relèvent de la juridiction du partido judicial n°7 de la province, dont Jerez est le chef-lieu.

## Source
- (es) Cet article est partiellement ou en totalité issu de l’article de Wikipédia en espagnol intitulé « Campiña de Jerez » (voir la liste des auteurs).